# Осока круглая
Осо́ка круглая (лат. Carex globularis) — вид травянистых растений рода Осока (Carex) семейства Осоковые (Cyperaceae).

## Ботаническое описание
Корневищный геофит. Корневище тонкое, ползучее, выпускающее длинные и ветвистые побеги с пурпуровыми влагалищами. Стебли рыхло скученные или разреженные, прямые или слабо изогнутые, 18—40 см высотой, остро трехгранные, вверху слегка шероховатые, у основания довольно высоко одетые пурпуровыми, безлистными влагалищами.  Листья мягкие, зелёные, прямые или несколько согнутые, на вегетативных побегах почти одинаковой длины с цветущим стеблем или немного его короче, стеблевые более короткие, 1—2 мм шириной, плосковатые по краю иногда слегка вниз завернутые, на спинке с килем, длинно заостренные. Соцветие редкое, из 2—4 колосков, 2—4.5 см длиной. Орешек трехгранный, около 2 мм длиной, с выступающими утолщенными ребрами.

## Распространение и экология
Встречается рассеянно в тундровой зоне и лесотундре, в лесной зоне, субальпийском и альпийском поясах северо-восточной Европы (Прибалтика, Финляндия, Скандинавия, Европейская часть России), Сибири, Дальнего Востока, северного Китая и Северной Кореи.
Растёт на сфагновых болотах, сырых зеленомошных еловых, сосновых, реже берёзово-еловых лесах, вырубках, гарях, кустарниковых зарослях.

## Значение и применение
Ранним летом хорошо поедается северным оленем (Rangifer tarandus). Листья частично зимуют в зелёном состоянии и служат подснежным кормом для оленя. При отсутствии более ценных кормов поедается крупным рогатым скотом и лошадьми. Из-за малой кормовой массы существенного кормового значения не имеет.